# M-net
Die M-net Telekommunikations GmbH ist ein regionaler Telekommunikationsanbieter in Bayern und betreibt ein eigenes Telekommunikationsnetz. Hauptgesellschafter des Unternehmens sind die Stadtwerke München.

## Geschichte
M-net wurde am 30. Juli 1996 von den Gesellschaftern Stadtwerke München, Bayerische Landesbank und Stadtsparkasse München gegründet. Zu dieser Zeit war M-net mit Datendiensten und Festverbindungen im Großraum München für Geschäftskunden tätig, das „M“ stand demnach ursprünglich für das Münchner Stadtnetz. Nach der Einführung von Telefon- und Internetdiensten, der Öffnung für Privatkunden und einer Phase des kontinuierlichen Netzausbaus im Münchner Umland fusionierte M-net zum 1. Januar 2004 mit dem in Nürnberg ansässigen lokalen Telekommunikationsnetzbetreiber NEFkom (gegründet am 17. Juli 1996), nachdem das damals im Aufbau befindliche Kabelnetz in NEFtv ausgegründet wurde. Zum 1. Januar 2006 erfolgte eine weitere Vergrößerung des Netzes durch die Fusion mit „AugustaKom“, einem im Allgäu und in Schwaben aktiven Anbieter (Gründung im Juni 1997). Das Gesamtunternehmen firmiert unter dem Namen „M-net Telekommunikations GmbH“.
Im Jahr 2017 gewann M-net eine Ausschreibung zum Glasfaserausbau im Landkreis Cham. Durch fehlerhafte Kalkulationen und Probleme bei der baulichen Ausführung des Projekts entstand eine Finanzierungslücke in Höhe von 100 Millionen Euro. M-net hat die Summe weder bestätigt, noch dementiert. Infolgedessen gab es Veränderungen in der Geschäftsführung und es wurde eine Kapitalerhöhung durch die kommunalen Anteilseigner durchgeführt.

## Unternehmensdaten
Die Gesellschafter der M-net sind die Stadtwerke München, Stadtwerke Augsburg (Energie), Allgäuer Überlandwerk, N-ERGIE, infra fürth und die Erlanger Stadtwerke. Davon halten die Stadtwerke München 63,84 % des Kapitals.
Der Unternehmenshauptsitz von M-net befindet sich im M-Cube am Frankfurter Ring in München. Daneben unterhält M-net Niederlassungen in Nürnberg, Augsburg, Kempten (Allgäu) und seit November 2012 im hessischen Gelnhausen. In weiteren Städten gibt es „M-net Partner“ oder Vertriebsmitarbeiter im Außendienst.
Im August 2019 konnte M-net einen Kundenstamm von ca. 500.000 Privat- und Geschäftskunden vorweisen.
M-net war bis zum 7. Februar 2009 Mitglied im Bundesverband Breitbandkommunikation. Heute ist das Unternehmen Mitglied im Bundesverband Glasfaseranschluss (Buglas), einem im März 2009 in Köln gegründeter Verband. M-net zählt hier zu den insgesamt sieben Gründungsmitgliedern.

## Produkte
Das Unternehmen bietet Sprachdienste (Telefonie), Onlinedienste und Datendienste auf der Grundlage eines eigenen Glasfasernetzes an. Darüber hinaus kann über die Glasfaseranschlüsse von M-net ein vollwertiges Fernseh- und Radioangebot bezogen werden (Kabelfernsehen). Das Versorgungsgebiet umfasst Teile Bayerns und Hessens sowie den Großraum Ulm in Baden-Württemberg.
Im November 2008 brachte M-net ein Mobilfunkprodukt namens Maxi Mobil auf den Markt. Es basiert auf dem O2-Netz. Seit Anfang 2011 ist IPv6 native (ohne Tunnel) im Testbetrieb für DSL verfügbar. Seit mindestens 2014 bietet M-Net Privatkunden vorrangig natives IPv6 mit Dual-Stack Lite für IPv4 an, optional auch mit vollständigem Dual-Stack.

## Netzausbau
M-net betreibt ein eigenes, ca. 3500 km langes Glasfasernetz in Synchroner Digitaler Hierarchie (SDH) mit Bandbreiten bis zu 10 GBit/s. Stand 2017 waren mehr als 330 Ortsvermittlungsstellen der Deutschen Telekom erschlossen.
Im Oktober 2007 startete M-net den Bau neuer GPON-Glasfasernetze in München und Augsburg, seit 2010 folgten weite Teile Erlangens, seit 2013 Essenbach bei Landshut, Meinheim in Mittelfranken, sowie der Main-Kinzig-Kreis in Hessen.

## Modemzwang
Obwohl seit 1. August 2016 gesetzlich festgelegt ist, dass der Netzabschlusspunkt passiv zu enden hat, hatte M-net bis 30. November 2021 bei Glasfaseranschlüssen weiterhin an einem aktiven Netzabschlusspunkt festgehalten. Das hat dazu geführt, dass Kunden kein eigenes Glasfasermodem nutzen durften.